# شهرستان بورلی
شهرستان بورلی (به قزاقی: Бөрлі ауданы، ءبورلى اۋدانى) یک شهرستان در قزاقستان است که در استان قزاقستان غربی واقع شده‌است.

## خصوصیات
شهرستان بورلی ۵۴٬۸۰۹ نفر جمعیت دارد.